# 12 Fantaisies pour violon seul

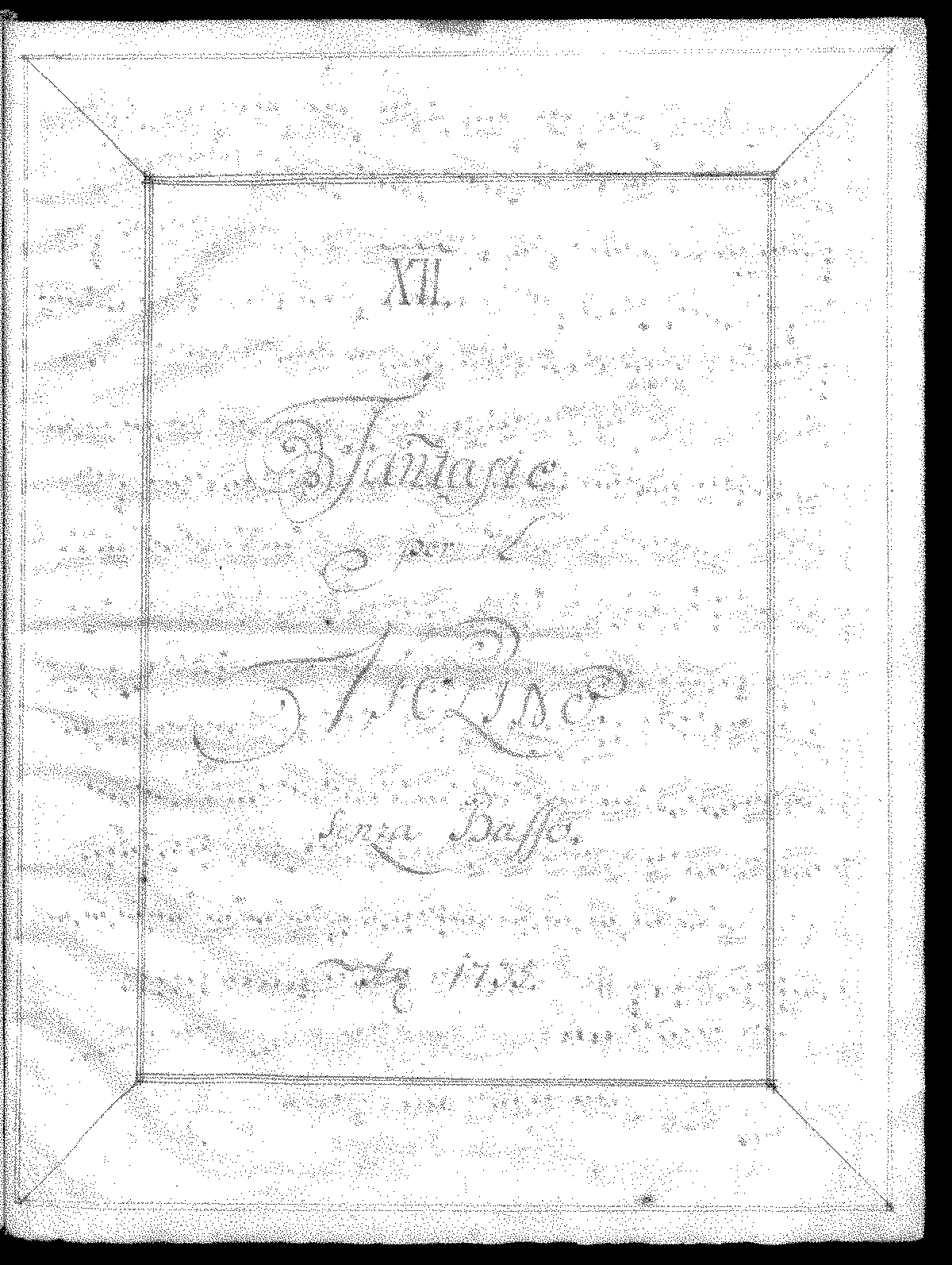
Page de titre de 12 Fantaisies pour violon seul.

Les 12 Fantasias für Violin ohne Bass (12 Fantaisies pour violon seul) (TWV 40:14 à 40:25) sont une œuvre de Georg Philipp Telemann publiée à Hambourg en 1735. C'est l'un des recueils de musique pour instrument solo de Telemann, les autres étant les 12 fantaisies pour flûte seule, les 36 fantaisies pour clavecin publiées en 1732–33 et les 12 fantaisies pour viole de gambe publiées en 1735. Cettes fantaisies étaient considérées comme perdues jusqu'à ce qu'une copie originale soit retrouvée dans une collection privée en 2015.
Ce recueil est constitué de :
1. Fantasia in B-dur (en si bémol majeur, Largo—Allegro—Grave—Si replica l'allegro)
2. Fantasia in G-dur (en sol majeur, Largo—Allegro—Allegro)
3. Fantasia in f-moll (en fa mineur, Adagio—Presto—Grave—Vivace)
4. Fantasia in D-dur (en ré majeur, Vivace—Grave—Allegro)
5. Fantasia in A-dur (en la majeur, Allegro—Presto—Allegro—Andante—Allegro)
6. Fantasia in e-moll (en mi mineur, Grave—Presto—Siciliana—Allegro)
7. Fantasia in Es-dur (en mi bémol majeur, Dolce—Allegro—Largo—Presto)
8. Fantasia in E-dur (en mi majeur, Piacevolumente—Spirituoso—Allegro)
9. Fantasia in h-moll (en si mineur, Siciliana—Vivace—Allegro)
10. Fantasia in D-dur (en ré majeur, Presto—Largo—Allegro)
11. Fantasia in F-dur (en fa majeur, Un poco vivace—Soave—Da capo un poco vivace—Allegro)
12. Fantasia in a-moll (en la mineur, Moderato—Vivace—Presto)

Cette structure n'est pas la même que celle des douze fantaisies pour flûte qui vont par étapes d'un la majeur à un sol majeur. Cependant une structure apparait tout de même : le premier mouvement de la fantaisie 7 fait référence au début de la première fantaisie, ceci impliquant que Telemann a peut-être composé cette œuvre comme deux groupes de six fantaisies. Il a en effet intitulé ce recueil "12 fantaisies […] dont 6 fugues et 6 Galanterien", les fugues faisant référence au contrepoint de certaines des fantaisies.

## Sources
- (en) Cet article est partiellement ou en totalité issu de l’article de Wikipédia en anglais intitulé « 12 Fantasias for Solo Violin (Telemann) » (voir la liste des auteurs).